# Heteriarca
Un heteriarca era un funcionario del Imperio romano de Oriente. Los había de dos clases: el heteriarca y el gran heteriarca, que dirigía a los primeros. Su función principal era comandar las tropas de los aliados, de donde proviene su nombre (de hæteros, "socio", "aliado", y arché, "mando"). Jorge Codinos, en su obra sobre los oficios públicos de Constantinopla describe también una serie de tareas que los heteriarcas desempeñaban en la corte bizantina.